# Jean-Nicolas-Marie Deguerle
Jean-Nicolas-Marie Deguerle (ou de Guerle), né à Issoudun en 1766 et mort à Paris en 1824, est un homme de lettres et traducteur français.
Issu d'une famille irlandaise venue en France avec Jacques II, il est d'abord procureur, puis, après avoir échappé de peu à la mort pendant la Révolution, professeur de grammaire à l'école centrale d'Anvers en 1800, professeur de belles-lettres au collège de Compiègne en 1801, professeur de rhétorique au Prytanée national militaire en 1802 et au lycée Bonaparte en 1805, professeur d'éloquence française à la Sorbonne en 1809 et enfin censeur des études au Lycée impérial.
Beau-père du latiniste Charles Héguin de Guerle, il est l'auteur de plusieurs traductions d'auteurs latins et de pièces diverses en prose et en vers dont la plus connue est l'Éloge des perruques, parue en 1799 sous le pseudonyme du docteur Akerlio. Mercier de Compiègne, dans son Éloge du sein des femmes, cite de lui un poème satirique sur le thème d'une anecdote racontée par Voltaire :

## Publications
- Origines du temple de l'amour (1789).
- Les états généraux des bêtes (1790) (anonyme).
- Proclamations du camp de Jalès (1791), publié sous le pseudonyme du Marquis d'Arnay.
- Les amours (1794).
- Éloge des perruques (1799). Remanié et augmenté sous le tire Éloge et restauration des perruques du Dr Akerlio par Alexandre-Ernest Billault de Gérainville (1870).
- Stratonice et son peintre, ou les Deux portraits, conte qui n'en est pas un, par Deguerle. Suivent : Phryné devant l'Aréopage, Pradon à la comédie, ou les Sifflets, Bonaparte en Italie, etc. (1799).
- Discours sur la grammaire générale (1800).
- Œuvres diverses de J.-N.-M. de Guerle publiées pour la première fois en un volume (1829).

Traductions
- Pétrone : La Guerre civile. Traduction libre, suivie de Recherches sceptiques, tant sur la satyre de Pétrone que sur son auteur (1798)
- Virgile : L'Énéide (2 volumes, 1825)
- Cicéron : Oraisons (1829-1834)

## Pour approfondir